# Павле Денић
Павле Денић (16. април 1855 — 3. јануар 1939) био је српски инжењер, професор, дипломата и политичар. Денић је био министар спољних послова 1903. и министар грађевина између 1902. и 1903. године.

## Биографија
Павле Денић је рођен 16. априла 1855. године у Београду. Био је нећак генерала Јована Белимарковића и члан народног клана званог Бабадукић. Завршио је Војну академију 1875. као други по рангу. Одмах након тога учествовао је у Првом српско-турском рату у биткама на Морави 1876. године.
Постављен је за министра грађевина у влади Димитрија Цинцар-Марковића и ту функцију обављао је од 12. новембра 1902. до Мајског преврата.
По одласку Симе Лозанића постављен је за министра иностраних послова због познавања француског језика. За време Мајског преврата завереници су тражили Денића са намером да га ликвидирају. После преврата повукао се из политичког живота и 1939. преминуо у 83. години.